# Losa aligerada bidireccional
Las losas aligeradas bidireccionales son losas de hormigón armado en las cuales se eliminan las partes sobrantes de hormigón, produciendo vacíos que reducen la cantidad de hormigón y disminuyen su peso propio.
Mientras que el hormigón se ha utilizado durante miles de años, el uso del hormigón armado generalmente se atribuye a Joseph-Louis Lambot en 1848. Joseph Monier, un jardinero francés, patentó un diseño para las bañeras jardín reforzadas en 1868, y posteriormente patentó vigas de hormigón armado, postes para ferrocarril y guardarailes para carreteras.
El principal inconveniente en las construcciones de hormigón, en el caso de losas horizontales, es su alto peso, que limita la luz de vano. Por esta razón importantes desarrollos de hormigón armado se han centrado en mejorar este hándicap, ya sea para reducir el peso o para mejorar su comportamiento a la tracción y flexión.
Uno de los primeros ejemplos aún en uso, es el Panteón en Roma, construido AD 125. Aunque no se trata de hormigón reforzado, se utilizaron arcas para reducir el peso.

## Losas bidireccionales
Las losas bidireccionales van dirigidas a la reducción el peso propio. Varios métodos se han introducido en las últimas décadas, pero con un éxito muy limitado, debido a los problemas principales con capacidad a cortante, punzonamiento y la resistencia al fuego.
En la segunda mitad del siglo XX, se hicieron varios intentos para crear losas bidireccionales con cavidades huecas para reducir el peso. Mayoría de los intentos han consistido en la colocación de bloques de materiales menos pesados tales como el poliestireno expandido entre el fondo y la capa de compresión, o de cubetas de polipropileno para la formación de forjados reticulares.
Una de estas variantes son los forjados reticulares, que han ido ganando aceptación en el mercado. En un inicio estuvo limitado su uso debido a reducidas resistencias a cortante y punzonamiento local, lo que ha de combatirse con macizados de hormigón armado en los apoyos.

### Composición
La geometría las losas bidireccionales y en particular de un forjado reticular se caracteriza por vaciados ortoédricos de cierto tamaño, colocados en una cuadrícula modular precisa. Los forjados reticulares, son losas de hormigón armado, heterogéneas en cuanto a sección, armadas en dos direcciones perpendiculares y aligeradas.
Estas estructuras admiten flexiones que pueden ser descompuestas según las direcciones del armado, formando con los soportes una matriz espacial con gran capacidad para recoger las acciones verticales y con capacidad suficiente para las horizontales.
Los forjados reticulares no presentan vigas de cuelgue, formando parte de los denominados forjados planos, siendo estos los más usados en edificación.

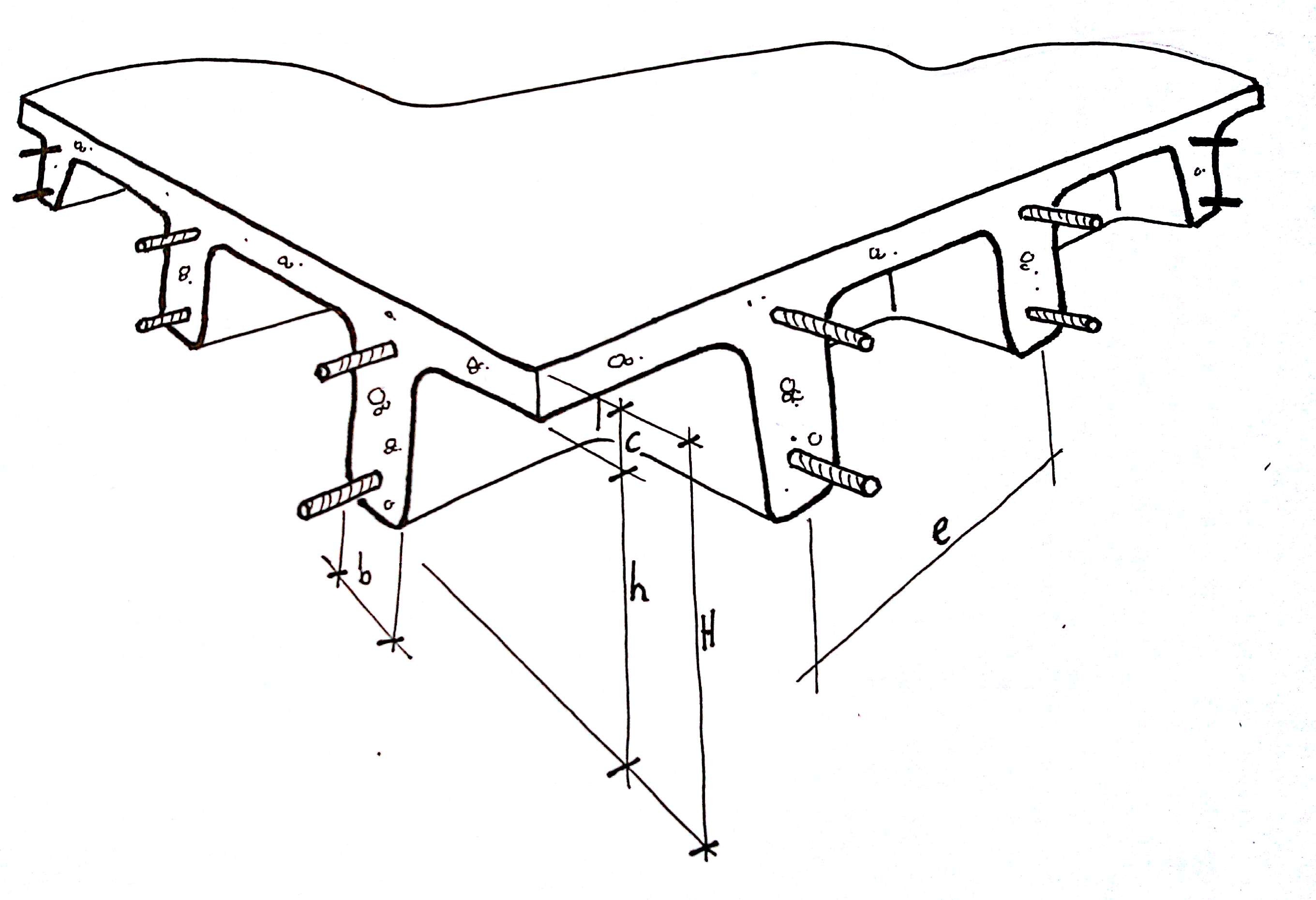
Esquema de forjado reticular

Los parámetros fundamentales que definen las características del forjado reticular son:
- Separación entre ejes de nervios (e)
- Espesor básico de los nervios (b)
- Canto total de la placa (H)
- Altura del bloque aligerante (h)
- Espesor de la capa de compresión (c)

La geometría del sistema Holedeck se compone por una serie de moldes o cubetas, generalmente de dimensiones cuadradas, y que queda dispuestos regularmente en forma matricial, quedando unos espacios intersticiales entre los moldes en los que se alojan las armaduras para posteriormente verter el hormigón. 
El sistema de construcción Holedeck consigue forjados con nervios con diferentes alturas y con celdas y retículas de forjado de diferentes dimensiones. Para poder conseguir forjados con diferentes alturas de nerviaciones, Holedeck emplea unas piezas de recrecimiento longitudinales, junto con una pieza central a la que se conectan, pudiendo conseguir reducción de altura de nervios longitudinalmente y transversalmente, siendo estas piezas recuperables una vez retirados los soportes de los moldes.
Además, las piezas Holedeck son recuperables, permitiendo adecuar el forjado a las características o necesidades estructurales. Para conseguir forjados con retículas de diferentes dimensiones sin desechar los moldes o cubetas hasta ahora utilizados se emplean en concreto dos piezas:
- Una primera pieza que se adapta y cubre el espacio intermedio que hay entre cubetas contiguas;
- Una segunda pieza que encaja en el espacio central definido por los cuatro moldes o cubetas más las piezas de ajuste de espacio intermedio.

### Teoría
En principio, las losas aligeradas bidireccionales actúan como losas sólidas. Por consiguiente, su diseño es similar al de estas pero con menos peso propio debido a la cantidad reducida de hormigón. Investigaciones realizadas por universidades de Alemania, Holanda y Dinamarca basadas en los Eurocódigos, concluyen las losas aligeradas bidireccionales actúan de igual manera que una losa sólida.
Mientras que una losa aligerada bidireccional, como el sistema BubbleDeck o el sistema U-boot Beton® (D.Coronelli, L. Martinelli, F. Foti (2016) , "Reinforced concrete voided slabs to gravity and seismic actions", Dario Flaccovio Editore), deben calcularse como una losa maciza, ciertos sistemas de losas nervadas, como el sistema Holedeck, consistente en una rejilla de vigas ortogonales, deben calcularse como vigas.
El sistema Holedeck, también presenta huecos en las nervaduras, lo que hace que la estructura resultante sea más ligera, versátil y sostenible, además de permitir el paso de instalaciones por su interior.
La tecnología de losas aligeradas bidireccionales ha sido incorporada en normativas internacionales como los Eurocódigos y varios códigos nacionales como la CUR de los países bajos.

### Comportamiento al fuego
Dado que las losas aligeradas bidireccionales (p. ej. con esferas) actúan como una losa sólida, la resistencia al fuego es sólo una cuestión del espesor de capa de compresión. La resistencia al fuego depende de la temperatura en las barras y por lo tanto de la transmisión de calor. Dado que las zonas donde se concentra la armadura es maciza, la resistencia al fuego varía en base al recubrimiento de hormigón propuesto.
El sistema Holedeck cumple con la normativa CTE-DBSI, homologada Eurocódigo 2, de la normativa europea. Su comportamiento es similar al de un forjado bidireccional convencional de casetones extraíbles. Holedeck ofrece variaciones en el ancho de los nervios, tipo de ventana y capa de compresión para conseguir recubrimientos a fuego de hasta 120 minutos (según normativa europea) sin necesidad de protecciones extra.

### Acústico
Holedeck cumple con la normativa acústica CTE DB-HR con respecto a reverberación y aislamiento acústico sin necesidad de falsos techos. El aislamiento acústico es favorecido por el hormigón armado cuyo peso favorece en la aplicación de la ley de masas. Con Holedeck, el tiempo de reverberación se ve reducido a 1/5 con respecto a un forjado de hormigón plano por la porosidad del material y sobre todo por la forma esponjosa del forjado resultante.

### Características
- Baja relación peso/rigidez.
- Estructura monolítica continua.
- Disminución de hasta un 35% en peso propio en comparación con una losa maciza correspondiente – igual rigidez.
- Comportamiento simple y monolítica, uniforme y continua la distribución de fuerzas.

El sistema Holedeck cumple con los siguientes principios:
- Disminución de peso propio en comparación con una losa maciza correspondiente – igual rigidez.
- Ductilidad mejorada debido a una mayor relación resistencia/peso.[2]

### Ventajas
- Los beneficios frente a las losas macizas son: Reducción del peso propio - hasta en un 35% frente a las losas macizas.
- Mayor luz entre pilares – hasta un 50% superior que las estructuras tradicionales.
- Reducción del uso de hormigón –cada kg de plástico puede evitar la puesta en obra de hasta 100 kg de hormigón.
- Colabora con el medio ambiente verde y la sostenibilidad – reducción de la energía y las emisiones de carbono.

Como consecuencia de la tecnología del sistema Holedeck, el uso de Holedeck califica para la certificación LEED y BREEAM.

#### Economía
Menor consumo de hormigón y acero con un espesor igual. Disminución de los espesores de losa. Posibilidad de aumentar el número de plantas del edificio con la misma altura total (Torres) y aumento del volumen del edificio (edificabilidad). Rápido y fácil de implementar.

#### Flexibilidad
Luz de vano hasta 20 metros. Sin vigas entre pilares. Reducción en el número de pilares. Puede utilizarse junto con prefabricados. No requiere de manejo o equipo de elevación. Posibilidad de estructuras unidireccionales por medio de implementos.

#### Sismorresistencia
Buen comportamiento frente a terremotos debido a su menor masa sísmica. Menos limitaciones dimensionales de los elementos.